# Don't Keep Me Waiting
«Don't Keep Me Waiting» —en español «No me hagas esperar»— es una canción interpretada por la cantante estadounidense Britney Spears. Fue escrita y producida por Darkchild con la colaboración Michaela Shiloh y Thomas Lumpkins e incluida en la versión extendida de su séptimo álbum de estudio, Femme Fatale, de 2011.
Compuesta como una canción rock pop, donde se destaca el uso de percusiones, guitarra acústica y bajo en su instrumentación; su letra se basa en la historia de una pareja sentimental. «Don't Keep Me Waiting», cuenta con la interpretación en batería de Travis Barker, miembro de la banda de rock Blink-182. En el tema la voz de Spears no fue procesada con Auto-Tune, en respuesta a las solicitudes de los fans de la cantante, quien fue descrita por el productor como «una profesional veterana de primera categoría».

## Antecedentes
El 2 de marzo de 2011, el baterista Travis Barker confirmó que estaba trabajando junto a Spears para la producción del álbum Femme Fatale. El 18 de marzo del mismo año, el productor Darkchild, anuncio mediante su cuenta de Twitter, los nombres de las pistas que se incluirían en la versión extendida de Femme Fatale, en donde mencionó que los temas «He About to Lose Me» y «Don't Keep Me Waiting» no tuvieron un procesamiento digital de audio con Auto-Tune en la voz de Spears, en respuesta a las solicitudes de los fans de la cantante.
El 29 de marzo de 2011 se publicó el álbum Femme Fatale, donde «Don't Keep Me Waiting» aparecía como última pista de la versión extendida.

## Letra e instrumentación
El tema fue escrito y producido por el productor Darkchild con la colaboración Michaela Shiloh, quien también sirvió de corista, al igual que la coescritura del autor Thomas Lumpkins.«Don't Keep Me Waiting» se basa en una instrumentación de persecución por parte del baterista Travis Barker, también se destaca el uso de guitarra acústica por parte del músico Brent Paschke al inicio y al final del tema, al igual que una pequeña posición de bajo por parte del instrumentista Thaddaeus Tribbett.

## Créditos
- Voz – Britney Spears, Michaela Shiloh
- Batería – Travis Barker
- Guitarra – Brent Paschke
- Bajo – Thaddaeus Tribbett
- Mezcla – Tim Roberts, John Hanes
- Grabación – Mike "Handz" Donaldson*, Orlando Vitto, Tony Mardini
- Letra – Michaela Shiloh, Rodney Jerkins, Thomas Lumpkins
- Producción – Darkchild

Fuente: Discogs